# Linia kolejowa nr 195
Linia kolejowa nr 195 – wyłączona z eksploatacji, jednotorowa, niezelektryfikowana linia kolejowa znaczenia miejscowego, łącząca stacje techniczne Polska Cerekiew i Baborów. Linia dawniej bieg rozpoczynała na stacji Kędzierzyn-Koźle Zachodnie.

## Historia
Pierwsze projekty linii powstawały w 1893 roku. Budowa nowej linii miała na celu zaktywizowanie obszarów rolniczych na terenach Ziemi Głubczyckiej. Linia była oddawana w kilku etapach – pierwszy odcinek Kędzierzyn-Koźle Zachód – Reńska Wieś został udostępniony 5 września 1898 roku. Odcinek ten wykorzystał istniejącą od 1882 roku bocznicę prowadzącą do cukrowni. 1 października 1898 roku oddano kolejny odcinek, Reńska Wieś – Polska Cerekiew. Ostatni odcinek, Polska Cerekiew – Baborów, został udostępniony 10 lat później, 1 lipca 1908 roku. Pierwotnie na linii kursowało 7 par pociągów, z czego 1 para w relacji skróconej, Kędzierzyn-Koźle – Polska Cerekiew.
19 listopada 1939 roku na szlaku Długomiłowice – Zakrzów Opolski (Sukowice) miała miejsce katastrofa kolejowa. Około godziny 19:20 doszło do zderzenia czołowego dwóch składów pasażerskich, w wyniku czego 80 osób zostało rannych, a 48 osób zginęło na miejscu. W miejscu katastrofy umieszczono krzyż, stojący po dziś dzień, przypominający o tragedii z tamtego okresu. Ponadto, rok później, jeden z maszynistów, który przeżył katastrofę, popełnił samobójstwo poprzez rzucenie się pod jadący pociąg w Baborowie.
Wraz z wejściem nowego rozkładu jazdy w dniu 7 października 1947 roku, zredukowano liczbę kursujących pociągów do 3 par. W 1992 roku ponownie zmieniono liczbę kursujących składów, do 5 par pociągów. Ruch jednak wstrzymano tymczasowo 8 października 1993 roku w związku z uszkodzeniem wiaduktu na odcinku Maciowakrze – Baborów. Ruch uruchomiono ponownie 26 listopada 1993 roku wraz z otwarciem wyremontowanego wiaduktu. W 1995 roku postanowiono zamknąć kilka stacji na linii – 10 lutego zamknięto stację handlową Sukowice, a 25 maja stację handlową Polska Cerekiew. 7 lipca 1997 zawieszono całkowicie ruch pociągów na odcinku Kędzierzyn-Koźle Zachodnie – Polska Cerekiew ze względu na uszkodzenia spowodowane wylaniem Odry.
W związku z zawieszeniem ruchu na odcinku Kędzierzyn-Koźle Zachodnie – Polska Cerekiew postanowiono zagospodarować tereny po linii kolejowej. W 2011 roku samorządowcy z powiatów głubczyckiego i kędzierzyńsko-kozielskiego zaproponowali przekształcenie nieużytkowanej linii kolejowej na ścieżkę rowerową, argumentując, że szanse na przywrócenie ruchu pociągów na tej linii są zerowe. Zbudowana została ścieżka rowerowa „Na zamkniętej linii kolejowej” poprowadzona po starotorzu od ulicy Kozielskiej przy granicy administracyjnej Kędzierzyna-Koźla do ulicy Dworcowej w Polskiej Cerekwi.

## Galeria

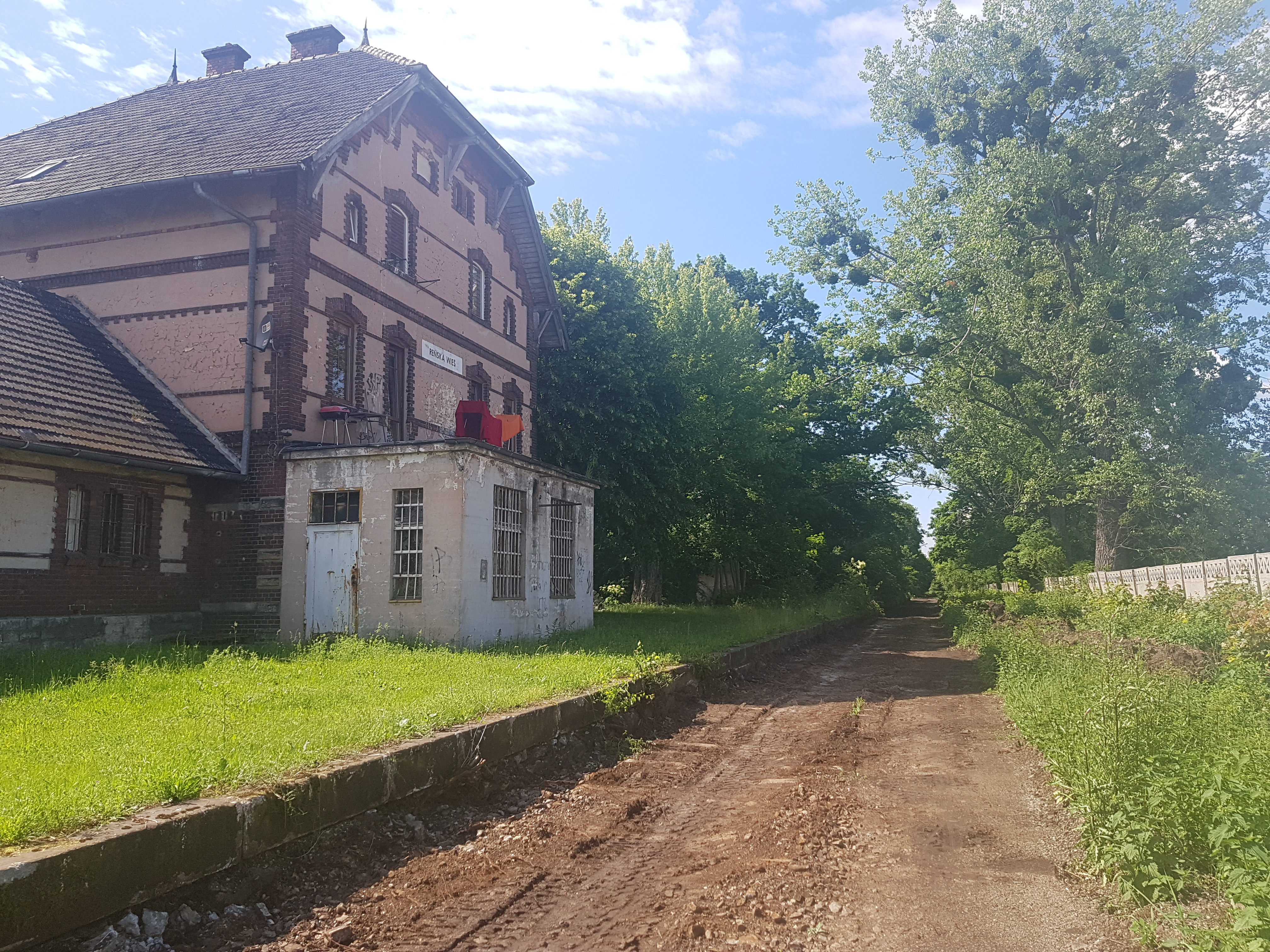
Budynek dworca w Reńskiej Wsi wraz z przygotowanym terenem pod budowę ścieżki rowerowej (2020)
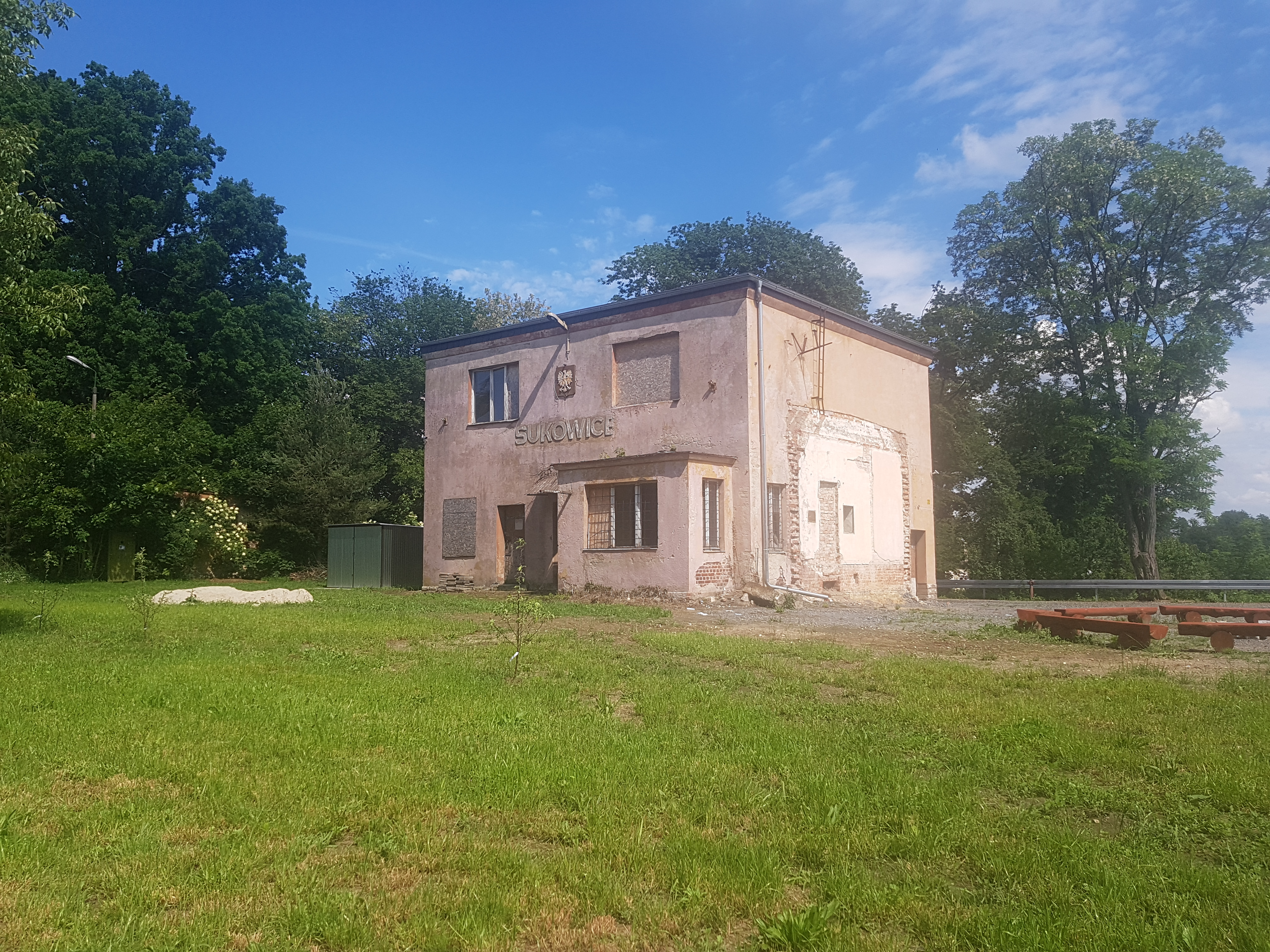
Budynek dworca w Sukowicach (2020)
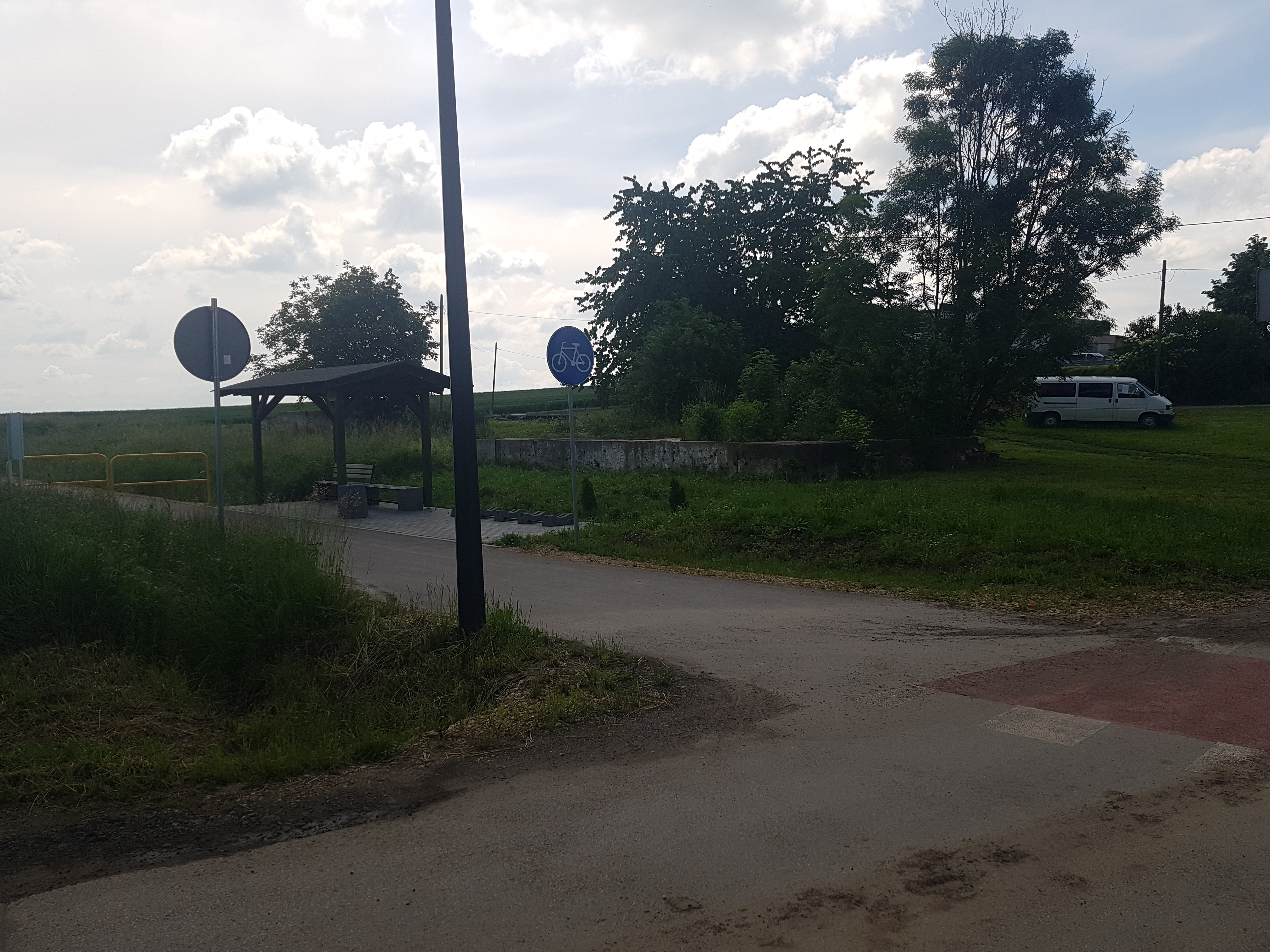
Ścieżka rowerowa i miejsce postojowe w Jaborowicach
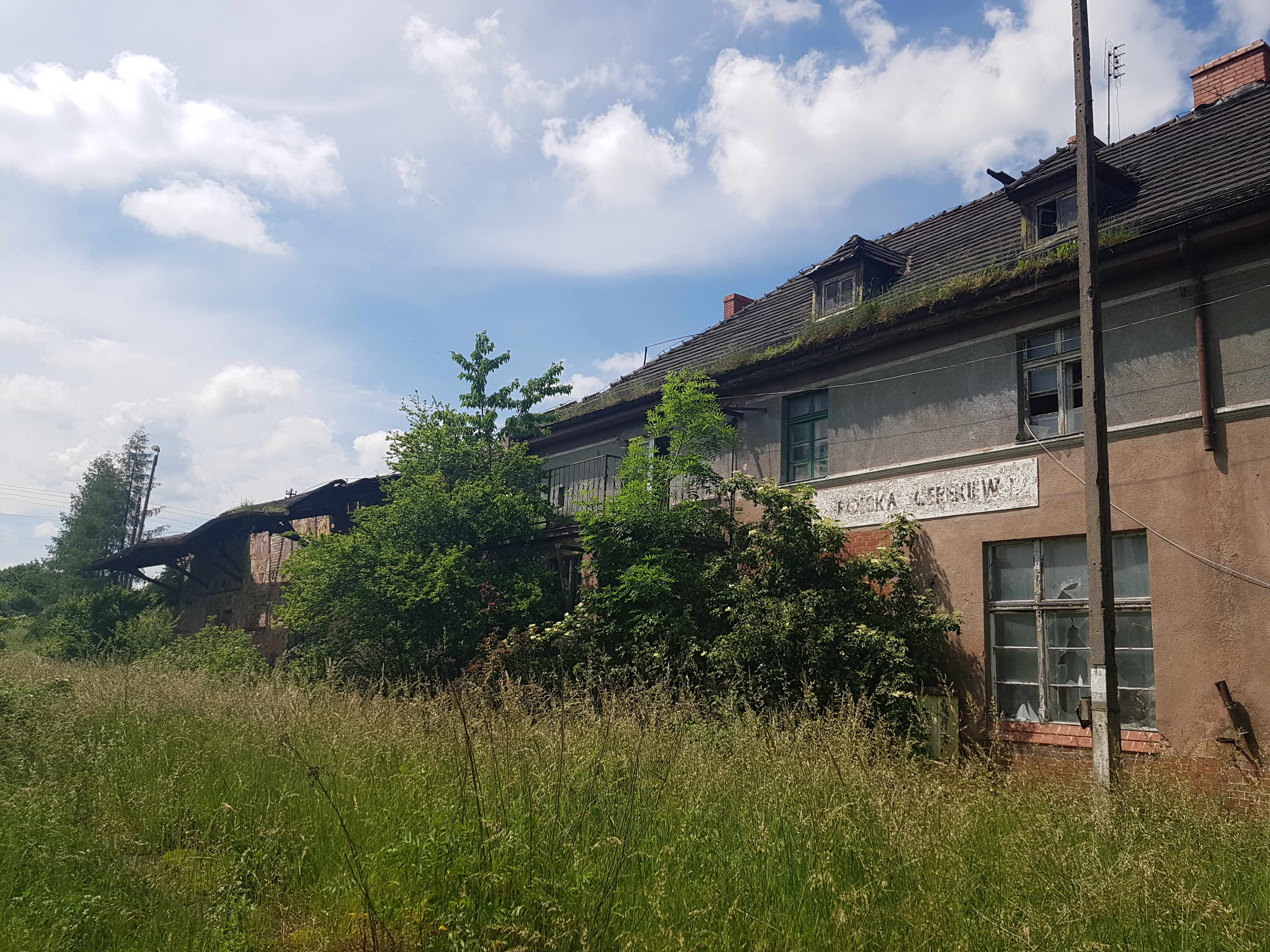
Budynek dworca w Polskiej Cerekwi
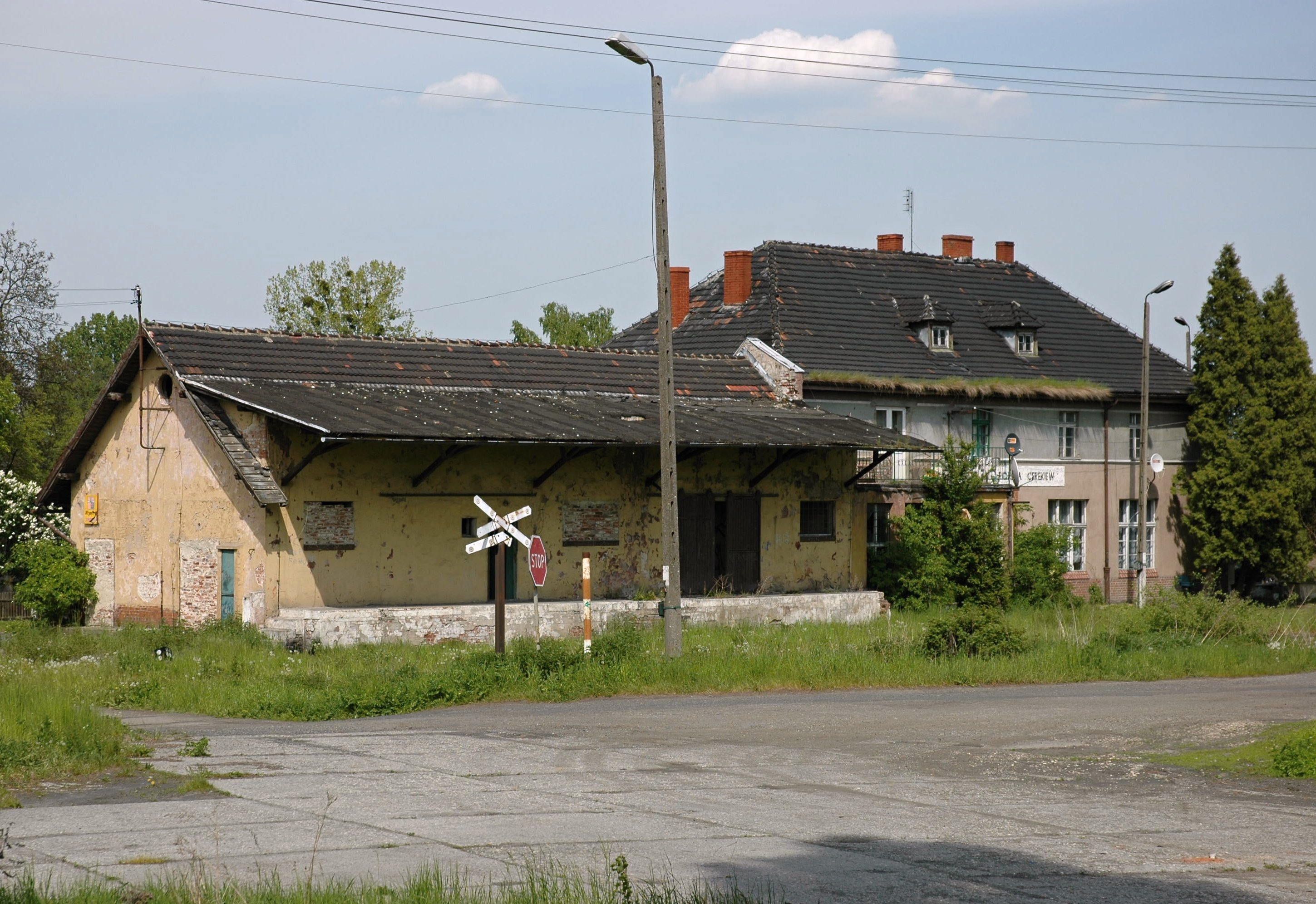
Miejsce dawnego przejazdu kolejowo-drogowego w ciągu ulicy Ciepłodolskiej
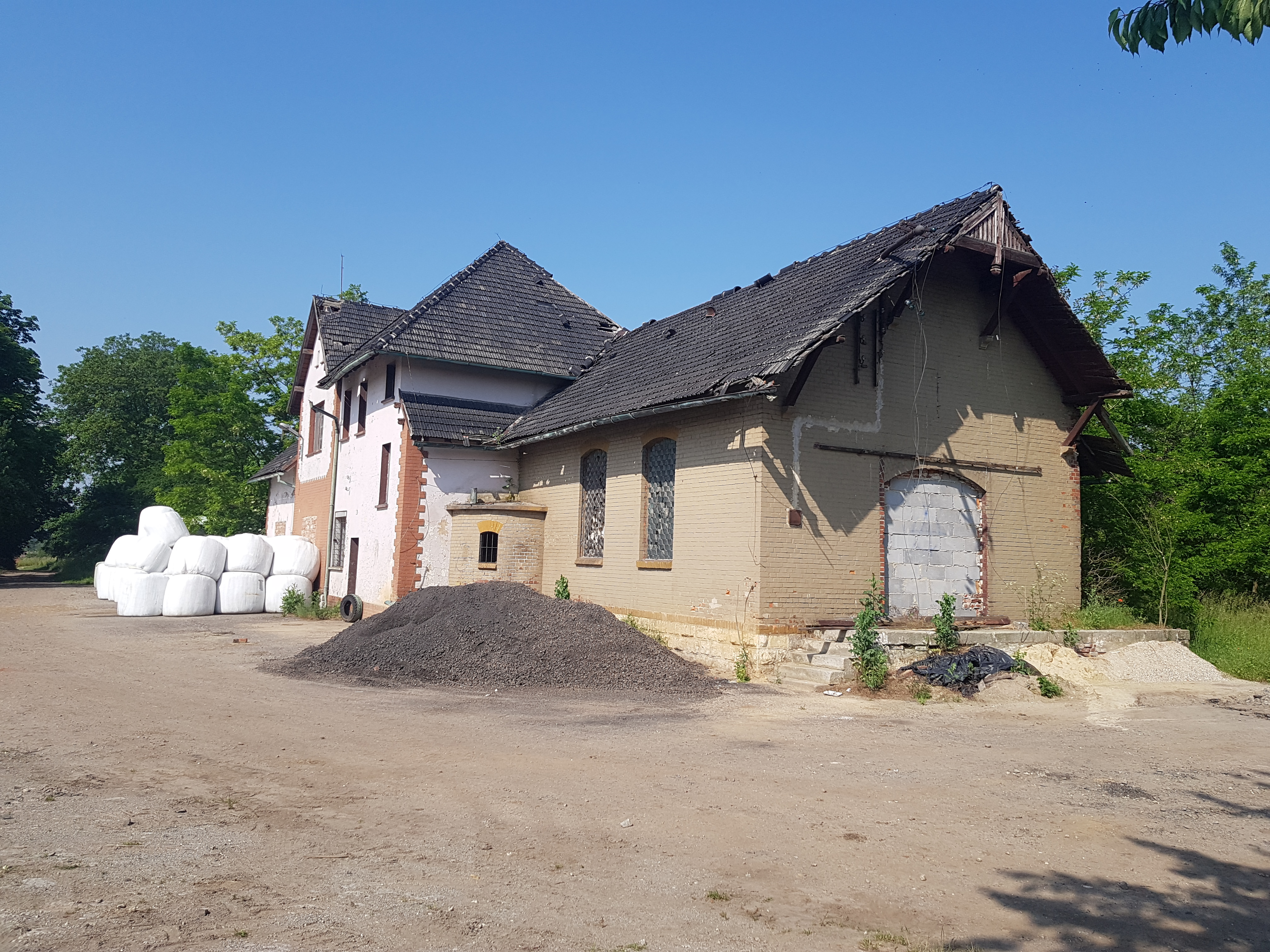
Budynek dworca w Grzędzinie Kozielskim
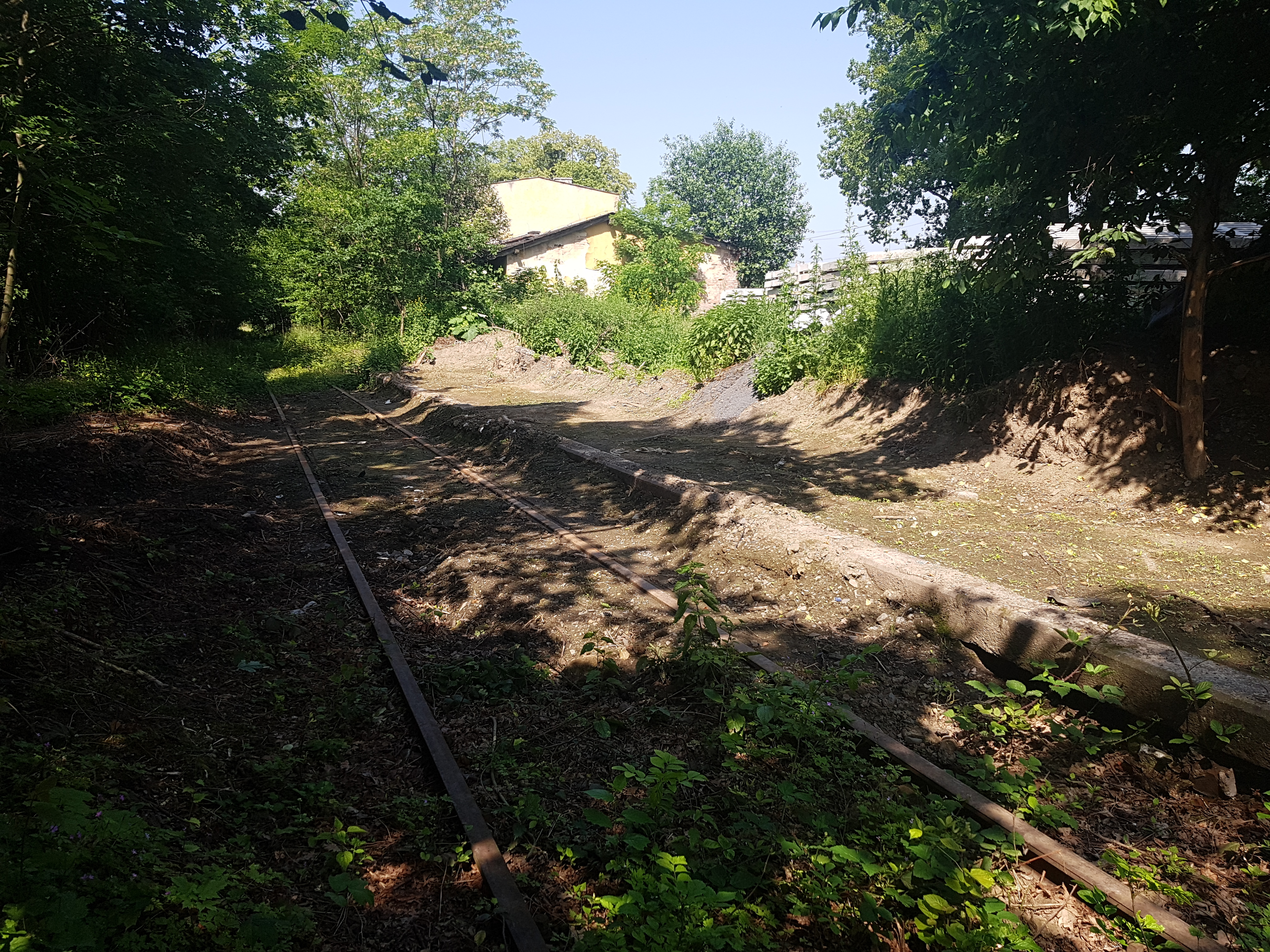
Tory kolejowe przy przystanku Pawłowiczki